# Ike Isaacs (gitarist)
Ike Isaacs (Rangoon, Burma, 1 december 1919 - Sydney, New South Wales, 10 januari 1996) was een Britse jazzgitarist in de swing.
Ike Isaacs was op zijn instrument autodidakt. Hij begon zijn professionele loopbaan toen hij student scheikunde was. In 1946 trok hij naar Engeland, waar hij als freelancemusicus werkte. Hij speelde jarenlang bij Ted Heath, in 1956 bij George Chisholm en in 1968 met Barney Kessel. In de jaren vijftig trad hij met zijn kwartet op in het wekelijkse BBC-programma Guitar Club. In de jaren zestig en zeventig werkte hij als studiomuzikant en speelde hij vaak met Stephane Grappelli, waarmee hij in Diz Disley’s Hot Club optrad. Isaacs speelde in de jaren zeventig tevens met Digby Fairweather, Len Skeat en Denny Wright in de band Velvet. Met Martin Taylor vormde hij een duo.
In de jaren tachtig verhuisde Isaacs naar Australië (land)Australië, waar hij les gaf aan de Sydney Guitar School. Hij keerde echter steeds voor solo-optredens en All Stargitaargroepen naar Groot-Brittannië terug.